# Оливија Харисон
Оливија Тринидад Харисон (девојачки Аријас; рођена 18. маја 1948) је америчка ауторка и филмска продуценткиња и удовица енглеског музичара Џорџа Харисона из Битлса. Прво је радила у музичкој индустрији у Лос Анђелесу, за A&M Records, где је упознала Џорџа, а затим помогла у вођењу његове издавачке куће Dark Horse Records. Године 1990. покренула је Румунски анђеоски апел за прикупљање средстава за хиљаде сирочади која су остала напуштена у Румунији након пада комунизма.
Од смрти њеног супруга 2001. године, Харисонова је наставила своје међународне напоре у пружању помоћи кроз пројекте у партнерству са УНИЦЕФ-ом, и кустос је филмова, књига и музичких издања везаних за његову заоставштину. Она представља његов глас у одбору Apple Corps-а и на сличан начин је директор његове добротворне организације, Фондације за материјални свет. Под покровитељством МВФ-а, спонзорисала је очување филмске историје у сарадњи са америчким редитељем Мартином Скорсезеом. Ови пројекти рестаурације укључују кратке филмове Чарлија Чаплина и дела из мексичке кинематографије из 1940-их.
Она и њен муж су делили интересовање за источњачки мистицизам и духовну праксу, а њено присуство у његовом животу, почевши од средине 1970-их, почело је период оптимистичнијег садржаја у Харисоновој музици. У њиховој кући у Фријар Парку у децембру 1999. године, када је савладала уљеза који је држао нож и који је више пута убо Џорџа, препознато је да је спасила живот свом мужу. Међу Харисоновим филмским пројектима, њена продукција Концерт за Џорџа освојила је награду Греми за најбољи музички видео дугог формата 2005. године, а њена копродукција Скорсезеовог документарног филма Џорџ Харисон: Живети у материјалном свету из 2011. освојила је награду Еми у категорији „Изванредан Специјални документарни или документарни филм“. Написала је књиге које прате оба ова филма, а 2017. саставила је ревидирано издање Џорџове аутобиографије из 1980. Она је мајка Џорџовог сина, Данија Харисона, који је такође музичар.

## Живот

### Детињство и каријера у музичкој индустрији
Аријасова је рођена у Лос Анђелесу. Њени бака и деда су мигрирали у Калифорнију  пошто су одрасли у Гванахуату у централном Мексику. Њен отац, Зеке, био је хемијски чистач, а њена мајка Мери Луиз је радила као кројачица. Аријасова браћа и сестре су Питер и Луиз. Упркос томе што је рано детињство провела у Лос Анђелесу, одрасла је са мексичком пратњом која говори шпански.  У интервјуу из 2016. присетила се да су мексичка музика и филмови били редован део њеног одрастања, а да је Зеке био певач и гитариста, и да су Хорхе Негрете, Трио Калаверас и Трио Лос Панчос били међу уметницима у којима је уживала. Касније, у младости, њена породица се преселила на запад у Хоторн где је похађала средњу школу Хоторн 1960-их.
Године 1972. почела је да ради за A&M Records, на некадашњем месту студија Чарлија Чаплина у Холивуду. До 1974. године, као члан маркетиншког одељења, редовно је повезивала међуградску телефонију са Џорџом Харисоном, чију је нову издавачку кућу, Dark Horse Records, дистрибуирао А&М. Импресиониран Аријасовом, Харисон је договорио да ради искључиво за Dark Horse Records. Пар се први пут срео у октобру 1974. и убрзо је постао романтичан. До касних 1970-их, Аријасова је радила са списком уметника који су укључивали Равија Шанкара, Кенија Берка и Хенрија Мекалоа. Према аутору Роберту Родригезу, она је била „способан и уједначен администратор, вешто се носила са рутинским хаосом који је повезан са оснивањем издавачке куће и суочавањем са свим врстама личности“.
Пре него што је упознала Харисона, Аријасова је учила медитацију са индијским гуруом Махараџ-џијем. Њихово заједничко интересовање за духовност, заједно са начином живота који укључује вегетаријанство, имало је смирујући ефекат на Харисона, чије је ослањање на дроге и алкохол Аријасовој помогло да се обузда.  Његов албум из 1976. Thirty Three & 1/3 је пренео задовољнији поглед у којем је изразио своју веру без тона неодобравања који је, за многе музичке критичаре, кварио његова претходна два албума. Док је пратила Харисона у његовој промотивној кампањи за Thirty Three & 1/3, Аријасова је рекала: „Имамо леп однос. Када тежите нечему вишем у оном свету, много вам је лакше у овоме.“

### Брак са Џорџом Харисоном
Аријасова је пару родила сина Данија Харисона 1. августа 1978. Следећег месеца, Оливија и Џорџ су се венчали на приватној церемонији у матичној канцеларији Хенли на Темзи у Енглеској. Њихово задовољство током овог периода поново се одразило на Џорџову музику коју је велики део написао на њиховом имању за одмор на Мауију на Хавајима.  Његов истоимени албум из 1979. укључује песму „Dark Sweet Lady“, за коју је рекао да је најбоље одсликала обнову коју је Аријасова пружила у свом животу.
Такође је била уобичајено присутна у студију за снимање са својим мужем. Продуцент Жил Мартин је рекао да је она често била та која је управљала дугметом за снимање.
Након убиства Џона Ленона у Њујорку у децембру 1980, Оливија, Џорџ и Дани провели су већи део раних 1980-их путујући по пацифичком региону, наизменично живећи у Хани на Мауију и на острву Хамилтон на североистоку Аустралије. Као супруга бившег Битлса, Оливија је углавном остала ван жиже јавности. Током касних 1980-их, подржала је Џорџову кампању да спаси Хенлијев Регал Цинема од преуређења од стране ланца супермаркета Џон Луис, и водила кампању са супругом Ринга Стара, Барбаром Бах, у име Родитељи за безбедну храну. Године 1989. била је мета поште мржње и претњи смрћу у Џорџовом и њеном имању Хенли, Фријар Парку, чији су детаљи држани у тајности све док лондонски полицајац следеће године није процурио причу у штампу.
Године 1990. у потпуности је пригрлила пажњу медија, као реакцију на невољу око 100.000 румунских сирочади која су остала напуштена усред хаоса који је уследио након свргавања румунског комунистичког лидера, Николаеа Чаушескуа. Након посете Румунији почетком априла, рекла је да је „пренеражена, схрвана и шокирана“ патњом којој је присуствовала. Истог месеца је основала Румунски апел анђела (РАА) за пружање помоћи деци, тражећи подршку од других жена Битлса: Бахове, Линде Макартни и Јоко Оно. Џорџ јој је помогао да промовише апел на британској телевизији и радију, и, са својим колегама из групе Traveling Wilburys, снимио је обраду песме „Nobody's Child“ како би помогао у прикупљању средстава за сирочад.
У октобру 1992. писала је Гардијану да изрази своје гађење према аутору Џефрију Ђулијану, који је недавно објавио биографију њеног мужа. Оптужила је Ђулијана да је кратко познанство са Џорџом фалсификовао у пријатељство и критиковала је његов приказ Пола Макартнија, којег је Ђулијано одбацио као „празног и плитког“.
30. децембра 1999. Џорџа и Оливију је напао поремећени човек који је провалио у Фријар парк. Џорџ је сишао доле пошто је чуо звукове. Неколико тренутака касније, Џорџ се вратио, праћен уљезом, и избоден је више пута. Оливија је напала нападача жарачем за камин и тешком столном лампом, а он се окренуо на њу. Након што је стигла локална полиција и притворила уљеза, Харисонови су збринути у болници. Човек је цитиран како је рекао да је био у „мисији коју је послао Бог“ и да су Битлси „вештице“. Инвазија на дом била је вест на насловној страни широм света, а неки наслови су препознали да је Оливија „спасила“ свог мужа. Напад је уследио након хапшења прогонитељке која је 23. децембра провалила у кућу Харисонових на Мауију. У интервјуу из 2005. Оливија је рекла о инциденту од 30. децембра: „Сећам се свега, сваке милисекунде. Била сам престрављена, али то је једна од оних ствари које једноставно радите у стању повећане свести тако да никада не можете заборавити ништа од тога.“

### Џорџова смрт и последице
Џорџове повреде у нападу на Фријар Парк биле су теже него што је објављено у штампи и довеле су до уклањања дела једног од његових плућа. У року од годину дана, рак који је победио лечењем 1998. вратио се у облику рака плућа. Оливија и Дани су били поред њега када је умро у Лос Анђелесу 29. новембра 2001. Касније га се сетила у интервјуу: „Џорџ је био најсмешнији човек кога сам познавала. Када је умро, осетила сам 'О, не, забава је готова'... Није трпео никакву разулареност – осим своје.”
Харисонова је провела период повучено док је оплакивала губитак. Она је 2004. године навела да је Гилберт Ледерман, доктор у Универзитетској болници Стејтен Ајленд, где је Џорџ примио експерименталну терапију зрачењем пре него што је отпутовао у Лос Анђелес, поступио неприкладно тако што га је приморао да слуша докторовог младог сина како свира гитару и док је у болу и у недостатку менталних способности, аутограм дечакову гитару. Тужба, која се такође односила на Ледерманову расправу о стању бившег Битлса са медијима, решена је вансудском одредбом да се гитара уништи.
Након смрти њеног мужа, Харисон се придружила Јоко Оно (Леноновој удовици), Полу Макартнију и Рингу Стару у контроли уносног финансијског царства Битлса.

## Филмска продукција, реиздања албума и књиге
У новембру 2002. Оливија Харисон је продуцирала концерт за Џорџа у част, на коме су учествовали Ерик Клептон, Џеф Лин, Били Престон, Том Пети, Шанкар, Стар и Макартни, заједно са Данијем. Сав приход од концерта и каснијих издања албума, филмова и књига отишао је у фондацију за распршивање у добротворне сврхе које су он и породица подржавали. Харисонова видео продукција за филм Концерт за Џорџа добила је награду Греми за најбољи музички видео дугог формата 2005. Написала је увод у реиздање Џорџове аутобиографије из 2002. Ја, ја, мој и ауторка књиге Концерт за Џорџа из 2005.
Харисонова је надгледала кампање за поновно издање каталога снимака њеног покојног мужа. Почетком 2005. радила је из канцеларије у лондонској области Најтсбриџ;  док је у то време била у Лос Анђелесу, користила је канцеларије Dark Horse-а у Санта Моники. Помогла је Данију да састави The Dark Horse Years бокс сет 2004. године, и написала је увод о историји Dark Horse-а у пратећој књижици.  Копродуцирала је документарни филм Концерт за Бангладеш поново посећен који је пратио реиздање албума и филма Концерт за Бангладеш 2005. године. 
Копродуцирала је документарни филм Мартина Скорсезеа Џорџ Харисон: Живети у материјалном свету (2011), а са Скорсезеом се појавила у Кану 2010. и у Њујорку у лето 2011. У радио интервјуу са Леонардом Лопатеом, рекла је да је филм укључивао пет година рада и да је то пројекат за који се Џорџ надао да ће сам предузети након што је радио на серији Антологија Битлса средином 1990-их.  Такође је аутор пратеће књиге Џорџ Харисон: Живот у материјалном свету.  Филм је освојио две награде на додели Еми награда 2012. године, при чему су Харисонова и њени колеге продуценти били признати у категорији „Изузетан документарни или документарни филм“.
За реиздање Џорџовог соло албума током 2014. године, које је надгледао Дани, Харисонова је режирао седмоминутни филм, Епл године, који је био укључен на ДВД-у у оквиру истоименог бокс сета од осам дискова.  Саставила је ревидирано издање књиге Ја, ја, мој (са поднасловом Проширено издање) у фебруару 2017. Ажурирани рад укључивао је њену потрагу за Џорџовим руком писаним текстовима и белешкама за песме које је изоставио из књиге из 1980. или које је написао у годинама након њеног првобитног објављивања. Она је рекла за часопис Ролинг стоун, мислећи на њену посвећеност очувању његовог наслеђа: „Имам превише развијен осећај дужности. Очигледно ми то значи све.“
Након њеног рада са Скорсезеом на филму Живети у материјалном свету, Харисонова је финансирала пројекте рестаурације филмова.   Преко Фондације за материјални свет прво је финансирала рестаурацију неких кратких филмова Чарлија Чаплина  а затим и дела из мексичког „Златног доба” кинематографије .  Енаморада Емилија Фернандеза (1946), један од три мексичка наслова рестаурираних од стране Филмске фондације до средине 2018, Скорсезе је те године представио на Филмском фестивалу у Кану.
Године 2021, заједно са преживелим члановима Битлса и Јоко Оно, продуцирала је документарац Битлси, узми натраг. За овај документарни филм освојила је свој други Еми као продуцент у категорији изванредних документарних или документарних серија. Документарац је освојио укупно пет награда Еми. 
У јуну 2022. објавила је поетску аутобиографију, Дошла је муња ; за писање књиге инспирисала су је дела Едне Сент Винсент Милеј.

## Филантропија
Од 2002. године, иницијатива Румунски анђео из 1990. је и даље била активна.  У мају 1990, пре објављивања сингла и албума за прикупљање средстава, десет камиона напуњених храном, медицинским материјалом и одећом, заједно са 32 хуманитарна радника, послато је у Румунију. Према њеним речима, сва средства прикупљена жалбом отишла су директно у ту сврху, пошто су административне трошкове платили она и други оснивачи РАА.  Септембра 2000. она и Џорџ су се састали са локалним представницима како би пратили напредак програма за санитарије и стручно особље које је финансирала РАА.
Харисонова је наставио да развија Џорџове филантропске иницијативе.  Она је директор Фондације за материјални свет (МВФ), која је основана 1973. да „спонзорише различите облике уметничког изражавања и да подстакне истраживање алтернативних животних погледа и филозофија“, ] и Фондације породице Харисон. Породичну стипендију Харисон покренуо је МВФ 2002. Додељује стипендије на Универзитету Браун у Сједињеним Државама, при чему се предност даје неамеричким студентима, посебно онима из Индије и Мексика. 
Крајем 2005. године, што се поклопило са поновним издавањем албума и филма са Концерта за Бангладеш 1971. године, основала је Фонд Џорџа Харисона за УНИЦЕФ са почетним фокусом на програме у Бангладешу. Од јула 2015. године, фонд је такође помагао деци погођеној грађанским сукобима, природним катастрофама или сиромаштвом у Бразилу, Индији, Анголи, Румунији, Бурми и Непалу. Харисон је допринео кампањи УНИЦЕФ-а за прикупљање средстава глумице Салме Хајек као одговор на земљотресе у Мексику у септембру 2017. Под покровитељством Фонда Џорџа Харисона за УНИЦЕФ, она се тада обавезала да ће удвостручити наредних 200.000 долара датих за кампању.
Једна од иницијатива фонда била је увођење плутајућих школа, које омогућавају деци у удаљеним областима Бангладеша који су погођени сезонским поплавама да наставе да похађају школу.